# Токантінс (штат)
Токантінс (порт. Tocantins) — штат Бразилії, розташований у Північному регіоні. Його площа становить 277 тис. км² (9-тий), населення — 1,5 млн. (24-тий). Межує із штатами Мараньяо, Піауї, Баїя, Ґояс, Мату-Гросу і Пара. Штат був сформований в 1988 році з північної частини штату Ґояс, у той же час (1989) почалося будівництво столиці штату, міста Палмас. Решта міст штату значно старіші, засновані ще в колоніальні часи. Штат був названий за назвою річки Токантінс, скорочена назва штату «TO».